# Música y Literatura
El estudio de las relaciones entre música y literatura ha adquirido diversas formas. De manera general, puede decirse que se centra en las similitudes, paralelismos, divergencias y mutua influencia que puede encontrarse entre ambas expresiones artísticas. 
No sirve 
Existen 3 estudios sobre la combinación de las dos artes en la música vocal, particularmente en la ópera, el Lied o la mélodie française de finales del siglo XIX. También se ha estudiado el papel de la música en ciertas novelas  o el impacto de corrientes u obras literarias sobre la producción musical. Como ejemplos de trabajos sobre esta correspondencia de las artes, podemos citar la obra de Jean-Jacques Nattiez sobre la presencia de la música en la prosa proustiana, de Joycelynne Loncke sobre la importancia de la música en la poesía de Baudelaire, o, en el sentido contrario, la de Teófilo Sanz sobre la influencia de la poesía francesa en la sintaxis musical de Maurice Ravel. Pasticho
Asimismo, críticos como Leonard Meyer o Enrico Fubini han realizado investigaciones sobre la semanticidad de la música cuando no está asociada a un texto.
.

## Manifestaciones literarias y música
La literatura y la música son dos expresiones artísticas que han mantenido relación a lo largo de la historia.
En la Antigüedad, las manifestaciones literarias de tipo oral y popular iban acompañadas de melodía; no en vano la palabra lírica proviene del término lira, que era el instrumento que acompañaba el recitado de poemas.
A su vez, a lo largo del tiempo la música ha recurrido con frecuencia a la palabra.
Muchos autores cultos han imitado en sus composiciones poéticas la letra de las canciones populares, como las de los campesinos que cantaban durante las tareas agrícolas. Así lo hizo Lope de Vega, en el siglo XVII, en este Cantar de siega:
|  | Blanca me era yo cuando entré en la siega; diome el sol y ya soy morena.Blanca solía yo ser antes que a segar viniese; | mas no quiso el sol que fuese blanco el fuego en mi poder.Mi edad al amanecer era lustrosa azucena; diome el sol y ya soy morena. |

Además, hay un género literario que, por su naturaleza de espectáculo, ha recurrido con frecuencia a la música: el teatro.
Dado que el texto teatral está concebido para ser representado, muchas piezas han incluido fragmentos musicales que dotan de gran expresividad al espectáculo. 

## Lenguaje literario y música
Las letras de las canciones populares, tanto tradicionales como contemporáneas, presentan muchos de los recursos habituales del lenguaje literario, como los siguientes:
- La rima desempeña un papel fundamental. La letra de las canciones se suele ajustar a la música para crear ritmo.
- El uso de recursos estilísticos (símil, metáfora, anáfora, paralelismo…) es abundante porque potencia la expresividad de las canciones.

## Relaciones entre literatura y música
La música ha creado a lo largo de la historia obras que han tomado su inspiración de temas y motivos literarios.
La ópera es el género que más se ha nutrido de la literatura, inspirándose en obras o personajes literarios. Para ello, el autor del libreto (el texto que se canta con acompañamiento de la orquesta) adapta el texto literario al formato operístico, como vemos en este fragmento del libreto de la ópera Don Juan, de Lorenzo da Ponte, basada en el mito literario:
Don Juan. El corazón llevo firme en mi pecho: no tengo miedo. ¡Iré!
Estatua del Comendador. ¡Dame la mano en prenda!
Don Juan. (Le tiende la mano). ¡Hela aquí! ¡Ay de mí!
Por otro lado, la música es un tema recurrente en algunas obras literarias contemporáneas, lo que refleja la importancia de esta manifestación artística en la vida cotidiana de la sociedad actual.